# Kunadacs
Kunadacs é um município da Hungria, situado no condado de Bács-Kiskun. Tem 89,9 km² de área e sua população em 2015 foi estimada em 1.458 habitantes.